# پراسپکت پارک
پراسپکت پارک به (انگلیسی: Prospect Park) یک شرکت تولید سرگرمی هالیوود است که در سال ۲۰۰۸ توسط ریچارد اچ. فرنک، یک مدیر اجرایی سابق در تلویزیون والت دیزنی، و جف کواتینتز تأسیس شد.

## شبکه آنلاین
شبکه آنلاین در تاریخ ۷ ژوئیه ۲۰۱۱ مجوز خود را به پراسپکت پارک اعلام کرد، که قصد داشت تولید نمایش ها را در یک تلویزیون آنلاین و تلویزیون رسانه ای تعاملی جدید ادامه دهد.